# Робеко д'Ољо
Робеко д'Ољо (итал. Robecco d'Oglio) је насеље у Италији у округу Кремона, региону Ломбардија.
Према процени из 2011. у насељу је живело 2087 становника. Насеље се налази на надморској висини од 48 м.

## Становништво
Према резултатима пописа становништва 2011. у општини је живело 2.438 становника.
| 1931. | 1936. | 1951. | 1961. | 1971. | 1981. | 1991. | 2001. | 2011. |
| ----- | ----- | ----- | ----- | ----- | ----- | ----- | ----- | ----- |
| 3.245 | 3.145 | 3.195 | 2.595 | 2.332 | 2.272 | 2.267 | 2.245 | 2.438 |